# Arriete Vilela

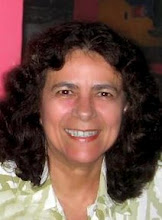
Arriete Vilela

Arriete Vilela (Marechal Deodoro, 10 de março de 1949) é uma escritora e professora brasileira. Integra a Academia Alagoana de Letras desde 1996. Atualmente é professora  de Literatura da Universidade Federal de Alagoas.  Recebeu numerosos prêmios sendo distinguida como mérito cultural da União Brasileira de Escritores do Rio de Janeiro com a obra Lãs ao vento.   
Dona de uma obra que tematiza a palavra e em consequência à escrita, Arriete Vilela abre seu novo livro com João Cabral de Melo Neto: “Escrever é estar no extremo de si mesmo”, anunciando o que se vai experimentar até alcançar o ponto final indicado na epígrafe: à luta com e pela Palavra, para dar corpo a realidades, que em última instância são mesmo lãs ao vento: “Palavra: um modo metonímico de me fazer legar uma escritura de esfacelamentos de recortes da realidade, de bordejo e de desesperanças.”
A autora já recebeu mais de 30 prêmios, dentre eles onze nacionais, concedidos pela União Brasileira de Escritores/UBE/Rio e na Academia Brasileira de Letras. Sobre sua obra, que é reconhecida e estudada nos meios acadêmicos, há inúmeros artigos de professores universitários, críticos literários e escritores, tanto de Alagoas como de outros Estados. Aposentada da UFAL, Arriete Vilela divide-se entre os Cursos de Leitura e Escrita Criativa, que ministra sistematicamente, e  palestras em escolas e faculdades para as quais é convidada com frequência.